# 無原罪の御宿り (ベラスケス)

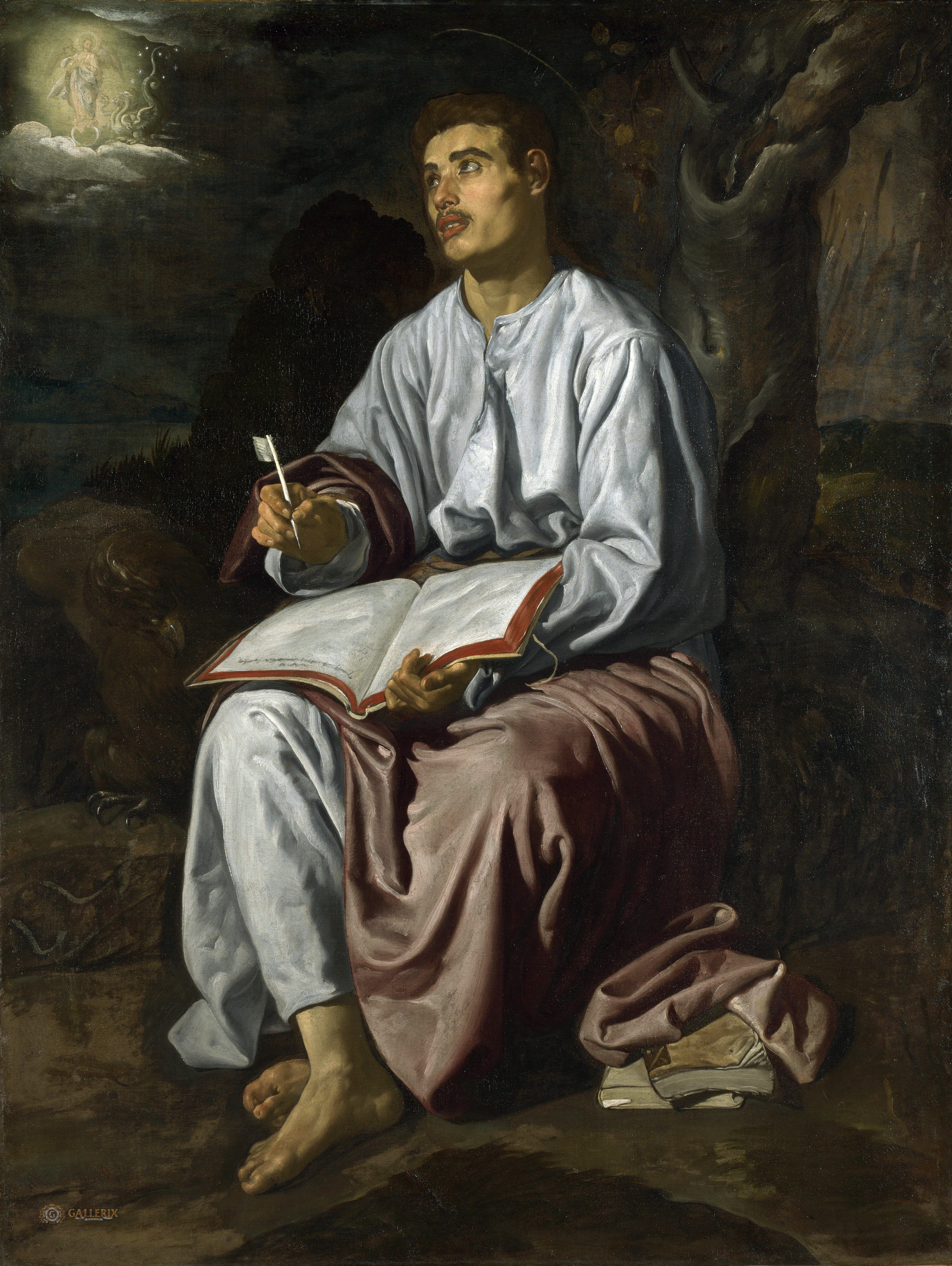
ディエゴ・ベラスケス『パトモス島の聖ヨハネ』 (1618-1619年ごろ) 、ナショナル・ギャラリー (ロンドン)

『無原罪の御宿り』(むげんざいのおんやどり、西: Inmaculada Concepción、英: The Immaculate Conception) は、バロック期のスペインの巨匠ディエゴ・ベラスケスが1618年ごろ、キャンバス上に油彩で制作した絵画である。1974年にアート・ファンドの援助により購入され、以来、ロンドン・ナショナル・ギャラリーに所蔵されている。本作の主題である「無原罪の御宿り」は17世紀のスペインでは頻繁に描かれていたもので、ベラスケスの師フランシスコ・パチェーコを初め同時代のスペインを代表する画家フランシスコ・デ・スルバランやバルトロメ・エステバン・ムリーリョらもたびたび取り上げている。本作は同じくナショナル・ギャラリーにある『パトモス島の聖ヨハネ』と対をなす作品で、どちらも本来はセビーリャの履靴カルメン (Carmen Calzado) 修道院の聖堂参事会会議所にあった。

## 作品
この作品はおそらく、1617年にローマ教皇レオ10世 が出したばかりの「無原罪の御宿り」の教義 (聖母マリアは、聖アンナの体内に懐妊した瞬間からイエス・キリスト同様に原罪を免れていたというもの)  を支持する教皇令をセビーリャで祝い、促進する一環として描かれた。しかし、誰がこの絵画を委嘱したかは不明である。1800年にセビーリャの履靴カルメン修道院の参事会会議所で最初に記録されているが、修道院が属していたカルメル会はとりわけ「無原罪の御宿り」の教義に献身していた。本作はおそらく『パトモス島の聖ヨハネ』とともに委嘱され、構想されたと思われるが、両作は本来、彩色木彫を含む大きな祭壇画の一部をなしていたのかもしれない。
ベラスケスの初期の時代のすべての作品に共通していることであるが、本作の諸形態は光と影の劇的な対比によってはっきりと浮かび上がったいくつかの広い面で構成されている。ベラスケスは聖母マリアを三日月の上に載せるというスルバランが用いた伝統的な図像を排して、彼の師であるパチェーコの記述にしたがっている。すなわち、部分的に光に照らされ、残りが闇の中に隠されている円球 (透明な下限の月) の上に12、13歳くらいの少女の姿の、髪の毛を結んでいない聖母を載せている。パチェーコは、図像的に以下のような記述をしている。
彼女 (聖母) は…オーカー (黄土) 色と白い色からなる楕円形の太陽を着て、その太陽が全像を囲繞し…12の星が円形に配されて光彩を放ち、聖なる顔を輝かせる…彼女の足元には月がある。この月は固形の球体であるが、私は、それを通して風景が見えるようにあえて透明に描くことにする。その上方はより明るく、鎌の先端を下方に向けた半月 (弦月) が見える。

台座に載った彫像を想起させるベラスケスの聖母像は地に足を着いた確固たる存在感を持っており、聖母が神により地上に遣わされたという作品の主題にふさわしい。なお、聖母の顔は実在人物のモデルにもとづいているように見え、1618年にベラスケスが結婚したファナ・パチェーコである可能性があるが、この仮説を確証する、あるいは否定する資料といえるものはない。

## ギャラリー

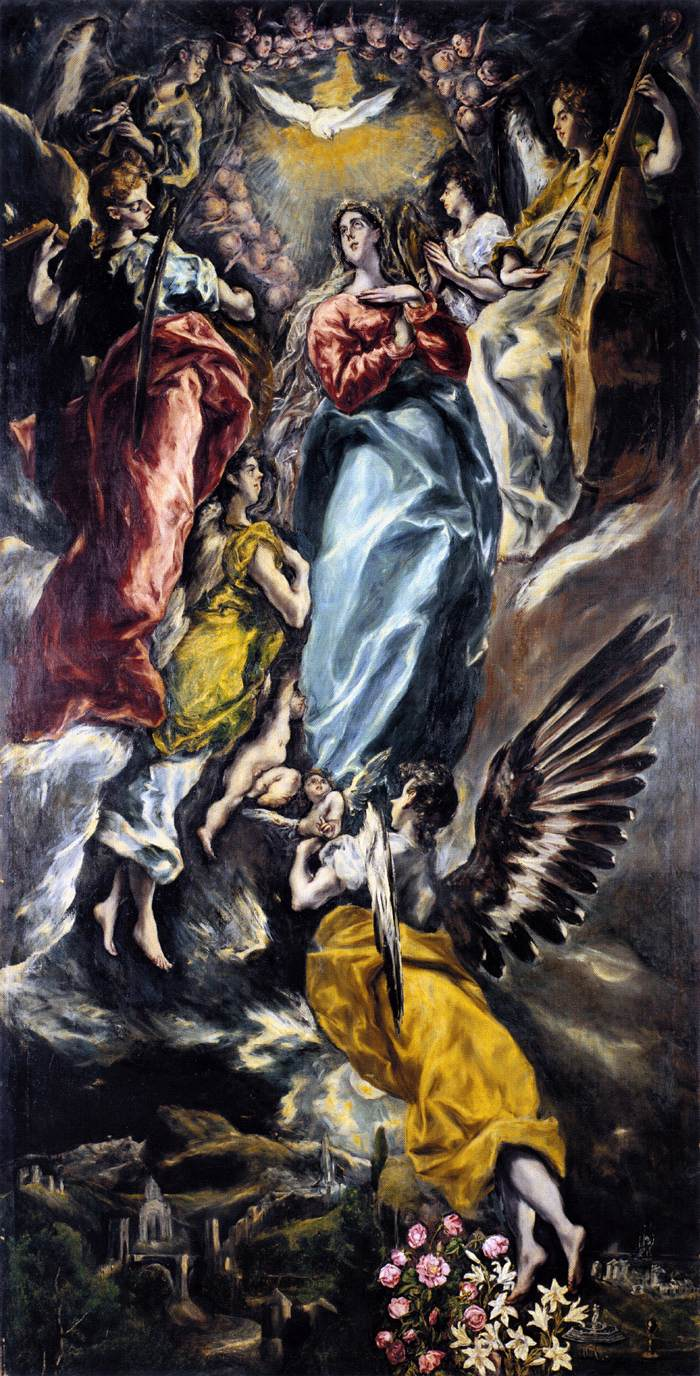
エル・グレコ『無原罪の御宿リ』（1607-1613年）サンタ・クルス美術館（英語版） (トレド)
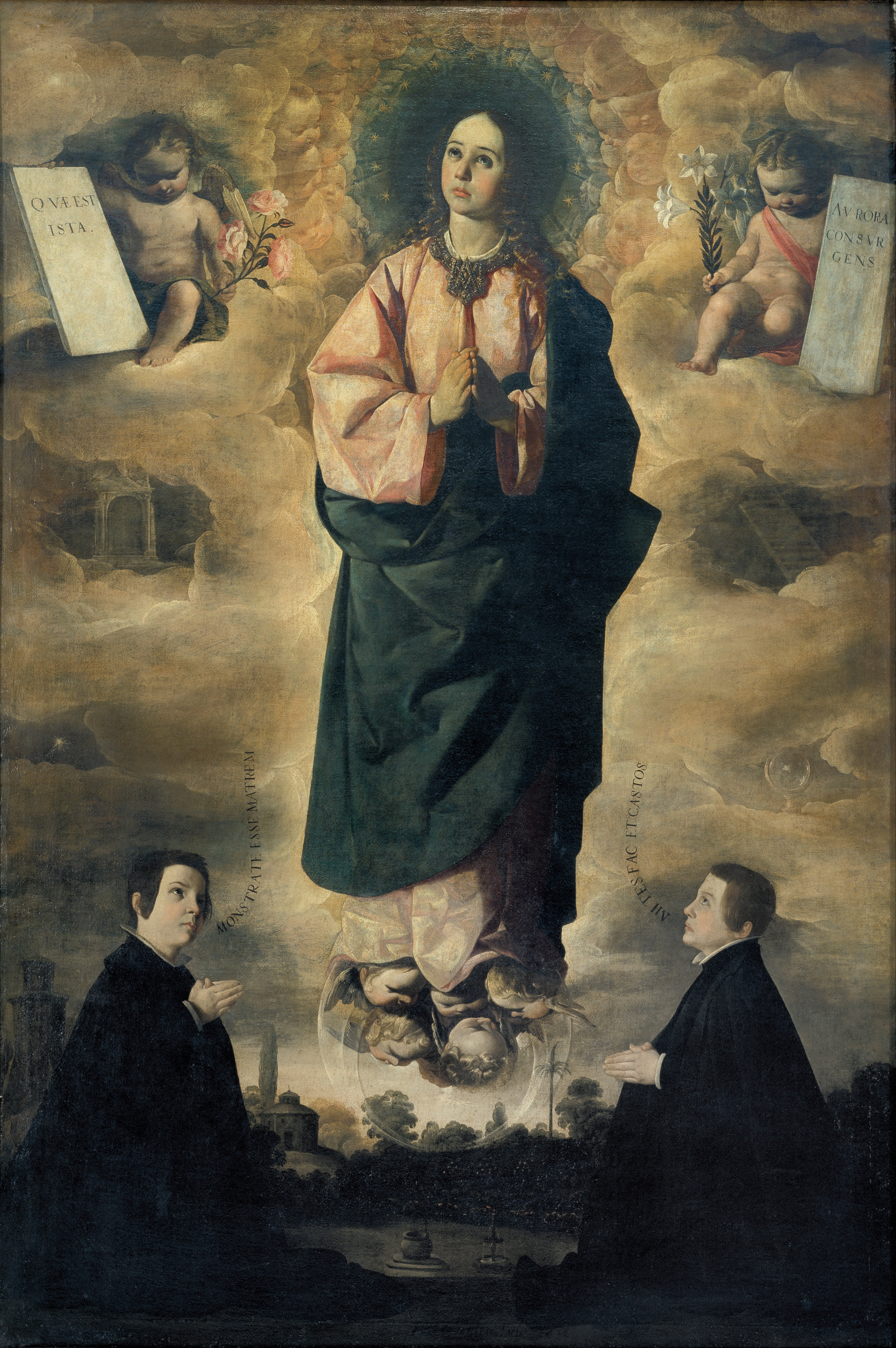
フランシスコ・デ・スルバラン『無原罪の御宿リ』（1632年）カタルーニャ美術館 (バルセロナ)
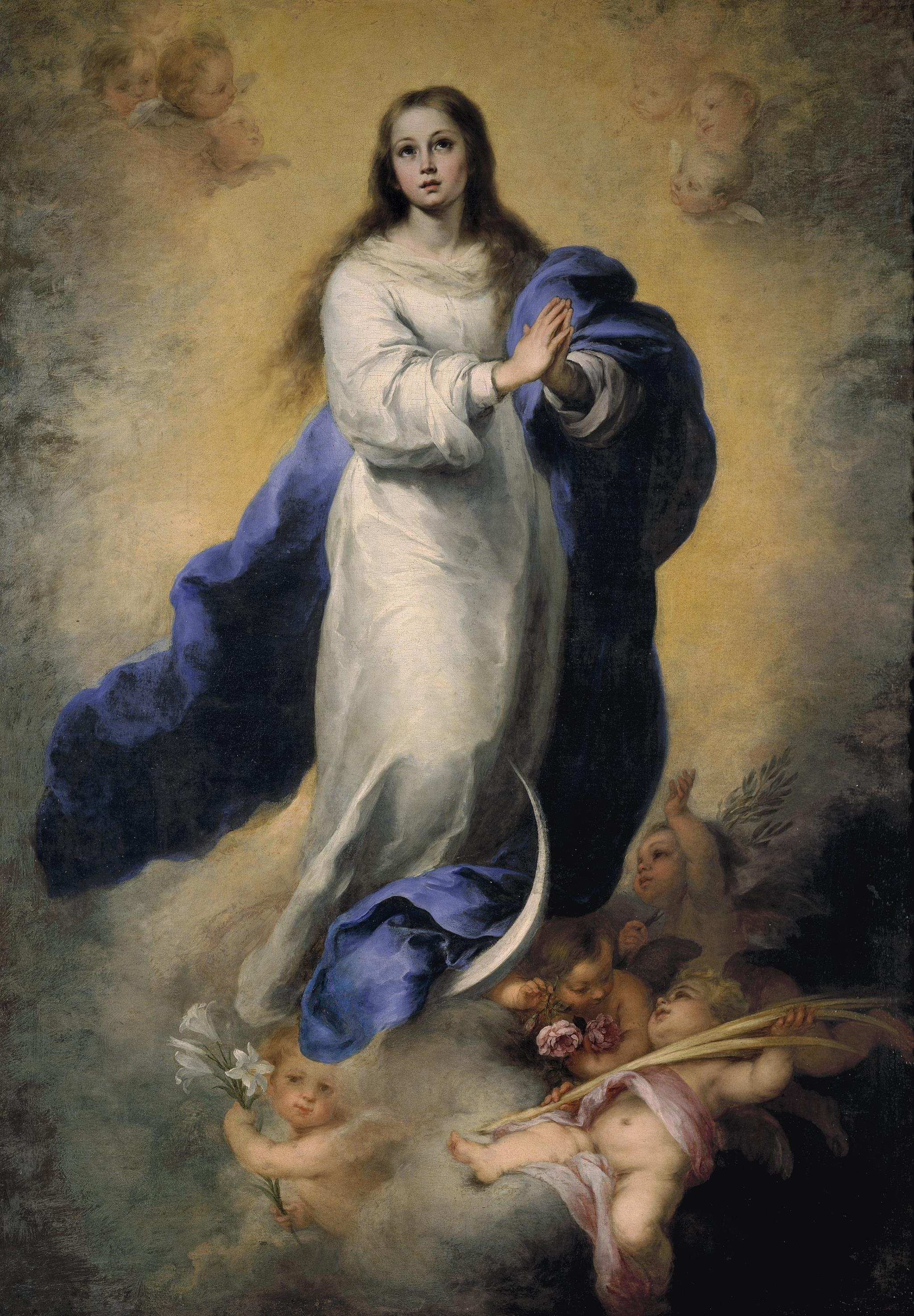
ムリーリョ『エル・エスコリアルの無原罪の御宿り』1660年-1665年頃 プラド美術館
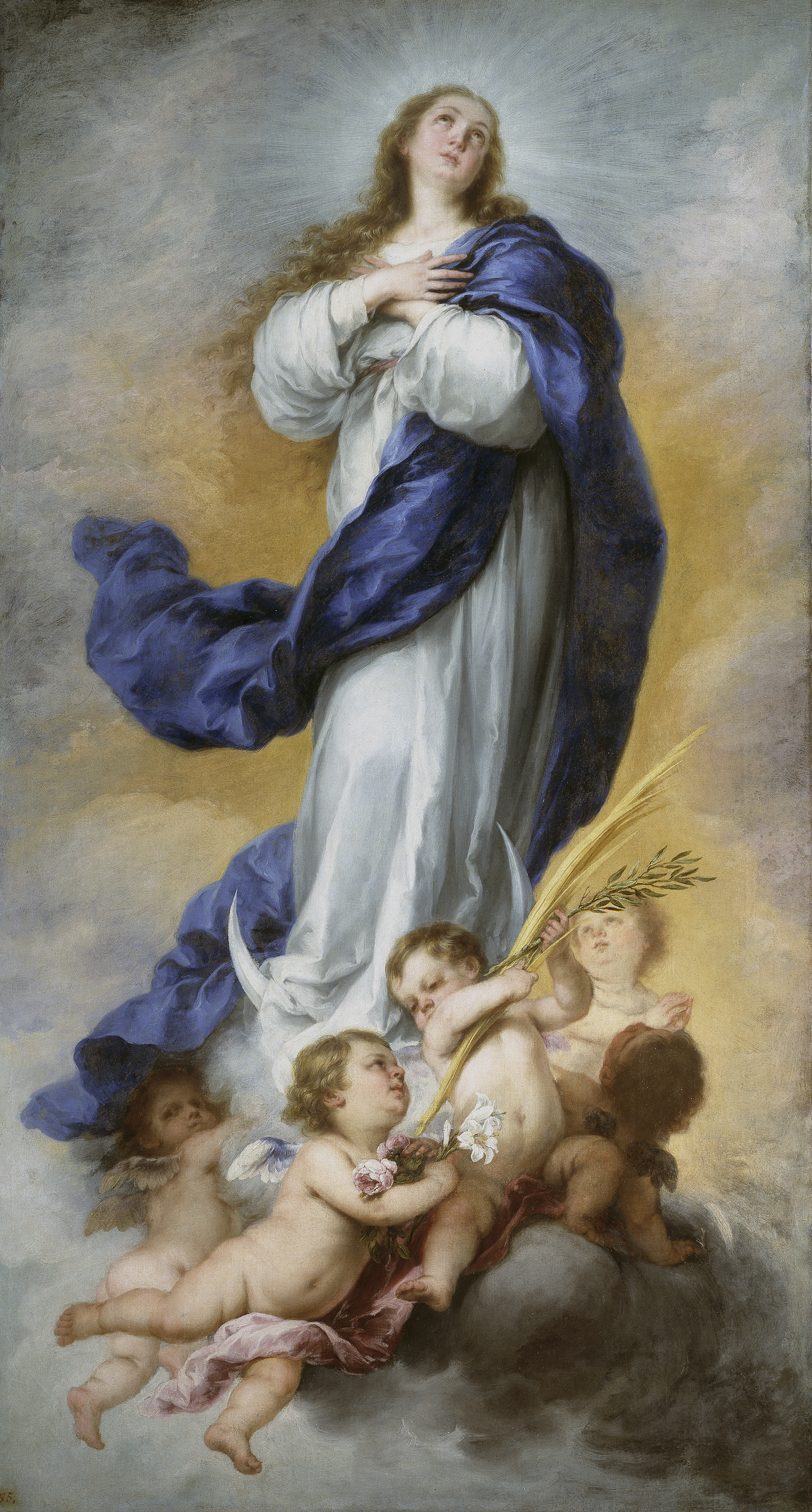
ムリーリョ『アランフエスの無原罪の御宿り』1675年頃 プラド美術館